# Sant Gervasi de Montarlet
Sant Gervais d'Auvernha (en francès Saint-Gervais-d'Auvergne) és un municipi francès situat al departament del Puèi Domat i a la regió d'Alvèrnia-Roine-Alps. L'any 2007 tenia 1.343 habitants.

## Demografia

### Població
El 2007 la població de fet de Saint-Gervais-d'Auvergne era de 1.343 persones. Hi havia 616 famílies de les quals 260 eren unipersonals (128 homes vivint sols i 132 dones vivint soles), 168 parelles sense fills, 128 parelles amb fills i 60 famílies monoparentals amb fills.
La població ha evolucionat segons el següent gràfic:
Habitants censats

### Habitatges
El 2007 hi havia 921 habitatges, 633 eren l'habitatge principal de la família, 197 eren segones residències i 91 estaven desocupats. 747 eren cases i 114 eren apartaments. Dels 633 habitatges principals, 416 estaven ocupats pels seus propietaris, 191 estaven llogats i ocupats pels llogaters i 27 estaven cedits a títol gratuït; 71 tenien una cambra, 36 en tenien dues, 116 en tenien tres, 171 en tenien quatre i 240 en tenien cinc o més. 370 habitatges disposaven pel capbaix d'una plaça de pàrquing. A 295 habitatges hi havia un automòbil i a 215 n'hi havia dos o més.

### Piràmide de població
La piràmide de població per edats i sexe el 2009 era:
| Homes | Edats   | Dones |
| ----- | ------- | ----- |
| 0     | 95 o +  | 0     |
| 0     | 90 a 94 | 4     |
| 8     | 85 a 89 | 24    |
| 16    | 80 a 84 | 16    |
| 56    | 75 a 79 | 44    |
| 32    | 70 a 74 | 48    |
| 32    | 65 a 69 | 48    |
| 60    | 60 a 64 | 44    |
| 24    | 55 a 59 | 24    |
| 32    | 50 a 54 | 12    |
| 40    | 45 a 49 | 24    |
| 60    | 40 a 44 | 56    |
| 48    | 35 a 39 | 56    |
| 60    | 30 a 34 | 44    |
| 48    | 25 a 29 | 20    |
| 52    | 20 a 24 | 12    |
| 28    | 15 a 19 | 32    |
| 36    | 10 a 14 | 20    |
| 32    | 5 a 9   | 24    |
| 20    | 0 a 4   | 32    |

## Economia
El 2007 la població en edat de treballar era de 815 persones, 564 eren actives i 251 eren inactives. De les 564 persones actives 517 estaven ocupades (286 homes i 231 dones) i 47 estaven aturades (22 homes i 25 dones). De les 251 persones inactives 83 estaven jubilades, 98 estaven estudiant i 70 estaven classificades com a «altres inactius».

### Ingressos
El 2009 a Saint-Gervais-d'Auvergne hi havia 583 unitats fiscals que integraven 1.177,5 persones, la mediana anual d'ingressos fiscals per persona era de 15.179 €.

### Activitats econòmiques
Dels 95 establiments que hi havia el 2007, 6 eren d'empreses extractives, 2 d'empreses alimentàries, 3 d'empreses de fabricació d'altres productes industrials, 15 d'empreses de construcció, 20 d'empreses de comerç i reparació d'automòbils, 7 d'empreses de transport, 12 d'empreses d'hostatgeria i restauració, 3 d'empreses financeres, 2 d'empreses immobiliàries, 6 d'empreses de serveis, 14 d'entitats de l'administració pública i 5 d'empreses classificades com a «altres activitats de serveis».
Dels 33 establiments de servei als particulars que hi havia el 2009, 1 era una oficina d'administració d'Hisenda pública, 1 gendarmeria, 1 oficina de correu, 2 oficines bancàries, 2 tallers de reparació d'automòbils i de material agrícola, 1 taller d'inspecció tècnica de vehicles, 4 paletes, 1 guixaire pintor, 2 fusteries, 3 lampisteries, 3 electricistes, 3 perruqueries, 2 veterinaris, 4 restaurants, 2 agències immobiliàries i 1 tintoreria.
Dels 11 establiments comercials que hi havia el 2009, 1 era un supermercat, 1 una botiga de més de 120 m², 2 fleques, 1 una carnisseria, 1 una llibreria, 1 una botiga de roba, 1 una sabateria, 1 una botiga d'electrodomèstics, 1 un drogueria i 1 una floristeria.
L'any 2000 a Saint-Gervais-d'Auvergne hi havia 57 explotacions agrícoles que ocupaven un total de 2.784 hectàrees.

## Equipaments sanitaris i escolars
L'únic equipament sanitari que hi havia el 2009 era una farmàcia.
El 2009 hi havia 1 escola maternal i 1 escola elemental. Saint-Gervais-d'Auvergne disposava d'un col·legi d'educació secundària amb 126 alumnes.

## Poblacions més properes
El següent diagrama mostra les poblacions més properes.